# Eulibitia
Eulibitia is een geslacht van hooiwagens uit de familie Cosmetidae.
De wetenschappelijke naam Eulibitia is voor het eerst geldig gepubliceerd door Roewer in 1912. 

## Soorten
Eulibitia omvat de volgende 3 soorten:
- Eulibitia annulipes
- Eulibitia maculata
- Eulibitia sexpunctata